# 一庫大路次川

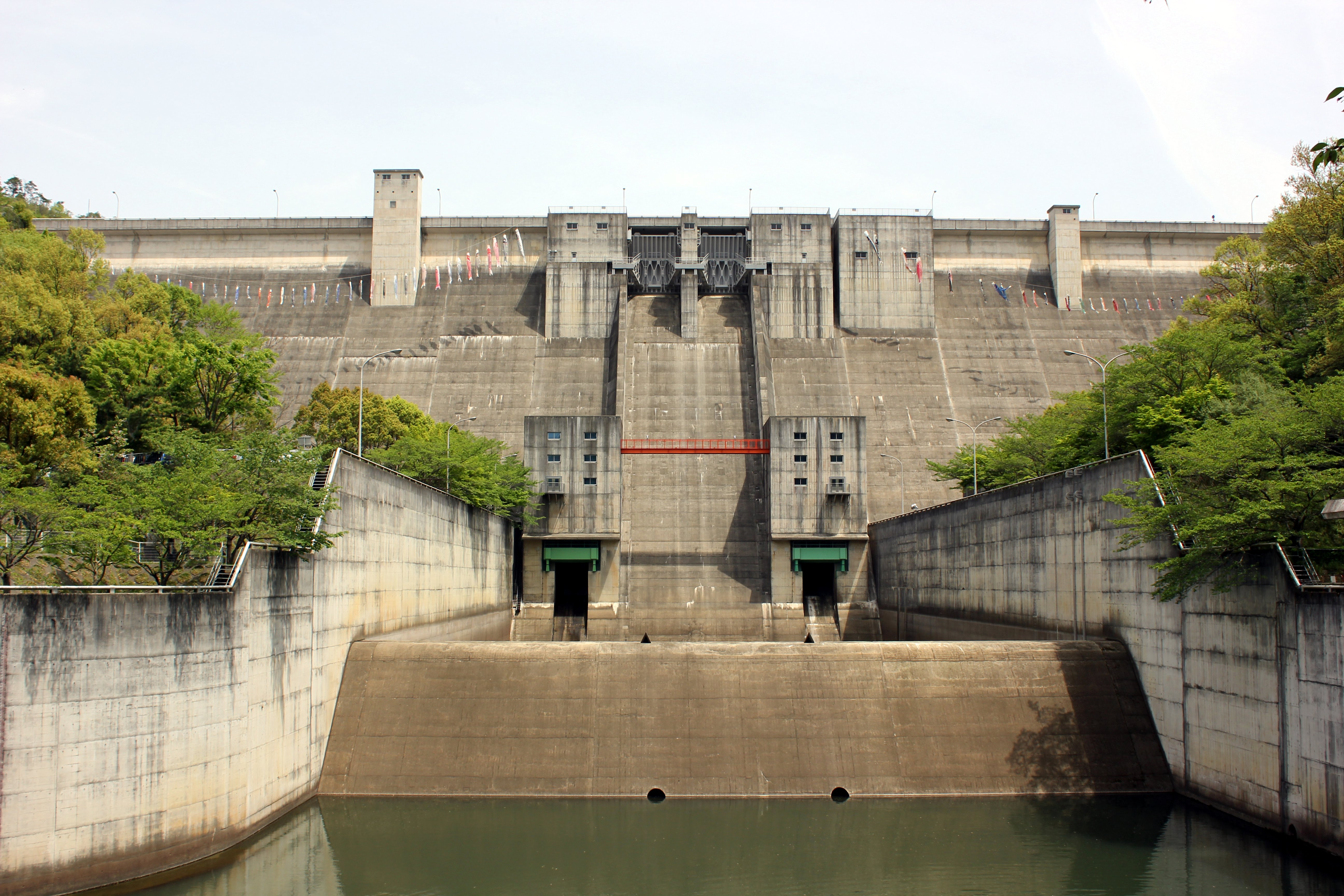
一庫ダム

一庫大路次川（ひとくらおおろじがわ）は、淀川水系の支流で京都府、大阪府および兵庫県の県境付近を流れる一級河川である。京都府、大阪府域では大路次川と呼ばれる。

## 地理
京都府亀岡市畑野町土ケ畑付近に源を発し南流。大阪府、兵庫県の県境付近を流れ知明湖（一庫ダム）に注ぐ。川西市民病院の西側を流れ、川西市水明台と川西市西畦野の境界で猪名川に合流する。また、オオサンショウウオの生息が確認されている。

## 歴史
- 1965年（昭和40年） - 一級河川に指定。指定区間長10.4km。

## 流域の自治体
京都府
亀岡市
大阪府
豊能郡能勢町
兵庫県
川辺郡猪名川町、川西市

## 主な支流
- 山辺川
- 田尻川

## 利水施設
- 一庫ダム（兵庫県川西市一庫）

## 主な橋梁
- 文珠橋